# Sărata (okręg Sybin)
Sărata – wieś w Rumunii, w okręgu Sybin, w gminie Porumbacu de Jos. W 2011 roku liczyła 373 mieszkańców.